# Поганая молодёжь
«Пога́ная молодёжь» — дебютный официальный альбом группы «Гражданская оборона». Хотя официальной датой выхода альбома считается 1985 год, выпущен он был в 1989 году после ряда долгих изменений. Первоначально альбом распространялся в виде магнитоальбома. Пересведён и переиздан наряду с другими альбомами в 2005 году на лейбле «Мистерия звука».

## История создания
В ноябре 1984 года Егор Летов и Константин Рябинов создают группу с названием «Гражданская оборона». Изначально ими было принято решение сделать упор на студийные записи, так как вопрос о живых выступлениях группы тогда не ставился. Запись осуществлялась в различных условиях, начиная от домашних и заканчивая полустудийными. Результатом стало большое количество вариантов этой записи, некоторые из которых имели известность в качестве бутлегов. В целом, по признанию самого Летова, записи обладали плохим качеством. Так и не успев выпустить конечные варианты альбома, группа была разогнана КГБ. Константин Рябинов был отправлен в армию, Егор Летов отправлен на принудительное лечение в психиатрическую больницу. Выписавшись, Летов в одиночку перезаписал часть материала этих лет[каких?], выпустив два сборника: акустический «Красный альбом» (официально названный «Игра в бисер перед свиньями», ранее считался[кем?] бутлегом) и «Поносные Звучания II» (в данный сборник вошла часть различных вещей 1985 года, а также различные перезаписи раннего материала). Некоторая часть ранних вещей вошла в электрические официальные альбомы 1987 года («Мышеловка» и «Красный альбом»).
После возвращения Рябинова из армии, c 12 по 22 января 1988 года, была предпринята попытка реставрации раннего материала. Часть вещей была полностью перезаписана, часть воссоздана с помощью сохранившихся записей. Далее получившийся материал был разбит на две части — более ранние композиции вошли в «Поганую молодёжь», более поздние — в альбом «Оптимизм». При переиздании в 2005 году альбом был дополнен бонус-треками из ранее неизданного материала. В 2011 году вышло LP-переиздание.

## Список композиций
До переиздания на лейбле «Мистерия звука» альбом включал песню «Никак не называется», при переиздании включённую этим же лейблом в альбом «Хорошо!!».
Слова и музыка всех песен — Егора Летова и Константина Рябинова.
| №   | Название                          | Длительность |
| --- | --------------------------------- | ------------ |
| 1.  | «Поганая молодёжь»                | 2:28         |
| 2.  | «Снаружи всех измерений»          | 2:56         |
| 3.  | «Двоится в глазах»                | 1:10         |
| 4.  | «Старость — не радость»           | 2:45         |
| 5.  | «Я выдуман напрочь»               | 2:05         |
| 6.  | «Ненавижу женщин (таких, как ты)» | 3:04         |
| 7.  | «Поезд на Малую землю»            | 2:02         |
| 8.  | «Не смешно»                       | 2:00         |
| 9.  | «Мама бля»                        | 4:57         |
| 10. | «Лирическое настроение»           | 0:38         |
| 11. | «Клалафуда Клалафу»               | 1:47         |
| 12. | «Зоопарк»                         | 3:02         |
| 13. | «Мама, мама…»                     | 3:11         |
| 14. | «Хватит!»                         | 1:18         |
| 15. | «Понос-апофеоз»                   | 0:31         |

| №                   | Название                          | Длительность |
| ------------------- | --------------------------------- | ------------ |
| 16.                 | «Кто ищет смысл»                  | 3:58         |
| 17.                 | «Я видел собаку»                  | 3:55         |
| 18.                 | «Я блюю на ваши дела»             | 2:10         |
| 19.                 | «Малиновая скала»                 | 3:07         |
| 20.                 | «Я бесполезен»                    | 3:12         |
| 21.                 | «Детский доктор сказал: „Ништяк“» | 4:14         |
| Общая длительность: | Общая длительность:               | 54:30        |

- Всё записано 12—22 января 1988 года в ГрОб-студии в Омске, кроме:
  - № 5—7, № 16 — июль 1985 (ДК «Звёздный»), январь 1988 (ГрОб-студия);
  - № 9 — 3 мая 1989[9];
  - № 10 — ноябрь 1985;
  - № 12 — июнь 1987;
  - № 13 — июль 1985 (ДК «Звёздный»);
  - № 15 — 7 марта 1985;
  - № 19 — 24 августа 1985, 12 октября 1989.

## Участники записи
Музыканты*
- Егор Летов — голос, гитары, бас, ударные
- Константин «Кузя Уо» Рябинов — бас, гитары, голос[10]

Производство*
- Егор Летов — продюсер, пересведение, реставрация, оформление, фото
- Наталья Чумакова — пересведение, реставрация, мастеринг

* В соответствии с выходными данными 2005 года от «Мистерии звука» и 2006 года от Moon Records, а также 2017 года от «Выргорода».

## История релизов
| Страна                   | Дата            | Формат         | Лейбл                                        | Каталог                           |
| ------------------------ | --------------- | -------------- | -------------------------------------------- | --------------------------------- |
| Россия                   | 1996            | MC             | ХОР                                          | hmc-001                           |
| Россия                   | 1998            | MC             | ХОР                                          | hmc-001                           |
| Россия                   | 2000            | CD (jewel box) | Moroz Records (совместно с «ХОРом»)          | MR99271 CD (основной), HCD-001    |
| Россия                   | 2000            | CD (jewel box) | Moroz Records (совместно с «ХОРом»)          | dMR 27599 CD (основной), HCD-001a |
| Россия                   | 2005            | CD (digipak)   | Мистерия звука                               | MZ 247-9                          |
| Россия                   | 20 октября 2017 | CD (digipak)   | Выргород                                     | ВЫРГОРОД 191                      |
| Россия · (производство ) | 2011            | LP             | Stanzmarke Records                           | NER-125-LP-005                    |
| Украина                  | 2006            | CD (jewel box) | Moon Records (совместно с «Мистерией звука») | MR 1793-2 (основной), MZ 247-9    |

### Общие
1. 1 2 3  См. стиль на Discogs Архивная копия от 12 марта 2021 на Wayback Machine.
2. ↑  Дополнительные лейблы смотреть в разделе «История релизов».
3. ↑  Согласно официальной альбомографии «ГрОб Records» на:
  - официальном сайте группы «Гражданская оборона» Архивная копия от 30 января 2012 на Wayback Machine
  - сайте «ГрОб-Хроники Архивная копия от 22 февраля 2021 на Wayback Machine»; журнал «Контр Культ Ур’а» № 3 Архивная копия от 8 июля 2020 на Wayback Machine
4. ↑  Летов Егор. Егор Летов: Гроб-Хроники. Оффициальная альбомография ГрОб-Records. grob-hroniki.org. Контр Культ Ур’а № 3 (10 ноября 1990). — «Частично реконструированный и реставрированный причудливый материал, записанный и наигранный мною и Кузей Уо в разных местах и в разное время — с марта 85 по май 89. Возник в данном варианте, претерпев многомножество утомительных изменений, лишь осенью 89-го, хотя, по-идее, должен бы — … в начале 85-го». Дата обращения: 10 февраля 2021. Архивировано 8 июля 2020 года.
5. ↑  Егор Летов — Гроб хроники. gr-oborona.ru (7 ноября 1990). — «С самого же дня рождения ГРАЖДАНСКОЙ ОБОРОНЫ (в декабре 1984) мы с Кузей Уо сразу же сделали основную ставку именно на изготовление и распространение магнитно-ленточных альбомов, резонно решив, что „Live“ выступления нам светят весьма не скоро, а в тот насущный момент — так и подавно. (исправлено)». Дата обращения: 10 февраля 2021. Архивировано 1 мая 2012 года.
6. ↑  «Бонус-треками являются доселе невостребованные, альтернативные дубли и варианты». — Егор Летов. Авторский комментарий к переизданию альбома (4.07.2005) Архивная копия от 8 июля 2020 на Wayback Machine
7. 1 2  «На немецком лейбле „Stanzmarke Records“ изданы на виниле ограниченным тиражом альбомы Гражданской Обороны и Коммунизма». — Новость «Выргорода» от 19.08.2011 Архивная копия от 9 декабря 2021 на Wayback Machine
8. ↑  См. примечание-сравнение на сайте «ГрОб-Хроники Архивная копия от 7 августа 2020 на Wayback Machine».
9. ↑  Впервые эта дата была указана на виниле Stanzmarke Records 2011 Архивная копия от 28 июня 2021 на Wayback Machine (и то после допечатки Натальей Чумаковой наклеек с верным треклистом), а предыдущие и следующие издатели ошибочно приписывали «Маму бля» к январской сессии 12—22 чисел 88-го.
10. ↑  Поганая молодёжь, 1985 / Дискография | Гражданская Оборона - официальный сайт группы. Дата обращения: 19 февраля 2023. Архивировано 19 февраля 2023 года.
11. ↑  См. дату релизу на Discogs Архивная копия от 15 ноября 2019 на Wayback Machine.
12. ↑  1-е издание 1996 года. # hmc-001
  - ГрОб-Хроники — ХОР, 1996 Архивная копия от 8 июля 2020 на Wayback Machine

2-е издание 1996 года (вариант А). # hmc-001
  - ГрОб-Хроники — ХОР, 1996 Архивная копия от 16 февраля 2020 на Wayback Machine

2-е издание 1996 года (вариант Б). # hmc-001
  - ГрОб-Хроники — ХОР, 1996 Архивная копия от 16 февраля 2020 на Wayback Machine

Издание 1998 года (вариант А). # hmc-001
  - ГрОб-Хроники — ХОР, 1998 Архивная копия от 8 июля 2020 на Wayback Machine

Издание 1998 года (вариант Б). # hmc-001
  - ГрОб-Хроники — ХОР, 1998
13. ↑  См. дату релизу на Discogs Архивная копия от 15 ноября 2019 на Wayback Machine.
14. ↑  CD-релиз был подготовлен «ХОРом» при поддержке Moroz Records в 1999 году (это можно узнать из задней обложки Архивная копия от 15 ноября 2019 на Wayback Machine), но издан только в 2000-м (ссылка).
15. ↑  ГрОб-Хроники — ХОР/Moroz Records, коллекционное издание. Дата обращения: 10 февраля 2021. Архивировано 8 августа 2020 года.
16. ↑  ГрОб-Хроники — ХОР/Moroz Records, издание с упрощённым оформлением. Дата обращения: 10 февраля 2021. Архивировано 14 февраля 2021 года.
17. ↑  См. дату релизу на Discogs Архивная копия от 15 ноября 2019 на Wayback Machine.
18. ↑  Первое издание (с приклеенным буклетом)
  - ГрОб-Хроники — Мистерия звука, CD Архивная копия от 9 июля 2020 на Wayback Machine

Второе издание (с вкладывающимся буклетом)
  - ГрОб-Хроники — Мистерия звука, CD Архивная копия от 8 июля 2020 на Wayback Machine
19. ↑  Выргород продолжает переиздания Гражданской Обороны. 20.10.2017. Дата обращения: 30 мая 2021. Архивировано 9 декабря 2021 года.
20. ↑  ГрОб-Хроники — Выргород, CD. Дата обращения: 10 февраля 2021. Архивировано 14 февраля 2021 года.
21. ↑  Тестовый тираж
  - ГрОб-Хроники — Stanzmarke Records, LP Архивная копия от 24 июня 2021 на Wayback Machine

Издание на чёрном виниле
  - ГрОб-Хроники — Stanzmarke Records, LP Архивная копия от 28 июня 2021 на Wayback Machine

Издание на красном виниле
  - ГрОб-Хроники — Stanzmarke Records, LP Архивная копия от 24 июня 2021 на Wayback Machine
22. ↑  См. дату релизу на Discogs Архивная копия от 15 ноября 2019 на Wayback Machine.
23. ↑  ГрОб-Хроники — Мистерия звука/Moon Records, CD. Дата обращения: 10 февраля 2021. Архивировано 27 июня 2020 года.

### Рецензии
1. ↑  Ступников Денис. Гражданская Оборона «Поганая молодёжь» (переиздание). km.ru (16 января 2018). Дата обращения: 4 апреля 2021. Архивировано 15 ноября 2019 года.